# Sport-Verein Werder von 1899 1993-1994
Questa voce raccoglie le informazioni riguardanti lo Sport-Verein Werder von 1899 nelle competizioni ufficiali della stagione 1993-1994.

## Stagione
Nella stagione 1993-1994 il Werder Brema, allenato da Otto Rehhagel, concluse il campionato di Bundesliga all'8º posto. In Coppa di Germania il Werder Brema vinse la finale con il Rot-Weiss Essen. In Supercoppa di Germania il Werder Brema vinse la finale con il Bayer Leverkusen. In Champions League il Werder Brema fu eliminato nella fase a gironi.

## Rosa
| N. |                     | Ruolo | Calciatore            |
| -- | ------------------- | ----- | --------------------- |
| 1  | Germania (bandiera) | P     | Oliver Reck           |
| 5  | Germania (bandiera) | C     | Dieter Eilts          |
| 6  | Germania (bandiera) | D     | Ulrich Borowka        |
| 7  | Germania (bandiera) | C     | Mario Basler          |
| 8  | Germania (bandiera) | C     | Miroslav Votava       |
| 9  | Germania (bandiera) | A     | Bernd Hobsch          |
| 11 | Germania (bandiera) | C     | Marco Bode            |
| 15 | Germania (bandiera) | C     | Thomas Wolter         |
| 16 | Germania (bandiera) | P     | Hans-Jürgen Gundelach |
| 18 | Germania (bandiera) | A     | Frank Neubarth        |
| 19 | Germania (bandiera) | D     | Gunnar Sauer          |
| 20 | Germania (bandiera) | P     | Frank Rost            |
| 21 | Germania (bandiera) | C     | Lars Unger            |

| N. |                          | Ruolo | Calciatore           |
| -- | ------------------------ | ----- | -------------------- |
|    | Germania (bandiera)      | D     | Dietmar Beiersdorfer |
|    | Germania (bandiera)      | D     | Manfred Bockenfeld   |
|    | Norvegia (bandiera)      | D     | Rune Bratseth        |
|    | Germania (bandiera)      | D     | Bernd Goldschmidt    |
|    | Germania (bandiera)      | D     | Thomas Schaaf        |
|    | Germania (bandiera)      | D     | Andree Wiedener      |
|    | Germania (bandiera)      | C     | Uwe Harttgen         |
|    | Austria (bandiera)       | C     | Andreas Herzog       |
|    | Germania (bandiera)      | C     | Thorsten Legat       |
|    | Germania (bandiera)      | C     | Martin Przondziono   |
|    | Germania (bandiera)      | A     | Marinus Bester       |
|    | Nuova Zelanda (bandiera) | A     | Wynton Rufer         |

## Organigramma societario
Area tecnica
- Allenatore: Otto Rehhagel
- Allenatore in seconda: Karl-Heinz Kamp
- Preparatore dei portieri:
- Preparatori atletici:

## Calciomercato

### Sessione estiva
| Acquisti | Acquisti     | Acquisti       | Acquisti |
| R.       | Nome         | da             | Modalità |
| -------- | ------------ | -------------- | -------- |
| C        | Mario Basler | Hertha Berlino |          |

| Cessioni | Cessioni     | Cessioni   | Cessioni |
| R.       | Nome         | a          | Modalità |
| -------- | ------------ | ---------- | -------- |
| C        | Chad Deering | Schalke 04 |          |
| A        | Stefan Kohn  | Colonia    |          |

### Sessione invernale
| Acquisti | Acquisti       | Acquisti   | Acquisti |
| R.       | Nome           | da         | Modalità |
| -------- | -------------- | ---------- | -------- |
| A        | Marinus Bester | Schalke 04 |          |

| Cessioni | Cessioni | Cessioni | Cessioni |
| R.       | Nome     | a        | Modalità |
| -------- | -------- | -------- | -------- |

## Risultati

### Bundesliga

#### Girone di andata
| Arbitro: | Führer |

|                                           |           |            |
| Herzog 16’, 36’ Hobsch 47’ Rufer 75’, 85’ | Marcatori | 60’ Walter |

| Arbitro: | Assenmacher |

|                       |           |                           |
| Yeboah 22’ Furtok 72’ | Marcatori | 11’ Beiersdorfer 54’ Bode |

| Arbitro: | Jansen |

|                                        |           |            |
| Hobsch 16’ Beiersdorfer 54’ Basler 85’ | Marcatori | 15’ Rische |

| Arbitro: | Strigel |

|                         |           |                                   |
| Eriksson 72’ Kadlec 88’ | Marcatori | 42’ Borowka 75’ Herzog 84’ Wolter |

| Arbitro: | Fischer |

|            |           |                                                         |
| Hobsch 68’ | Marcatori | 52’, 61’ Schmidt 66’ Westerbeek 72’ Weidemann 73’ Böger |

| Arbitro: | Weber |

|  |           |           |
|  | Marcatori | 84’ Rufer |

| Arbitro: | Merk |

|            |           |  |
| Hobsch 52’ | Marcatori |  |

| Arbitro: | Dellwing |

|  |           |                                      |
|  | Marcatori | 11’ (aut.) Wittwer 88’, 89’ Wiedener |

| Brema 25 settembre 1993, ore 15:30 CEST 9ª giornata | Werder Brema | 0 – 0 referto | Wattenscheid 09 | Weserstadion (17 598 spett.)\| Arbitro: \| Best \| |
| Arbitro:                                            | Best         |               |                 |                                                    |

| Arbitro: | Albrecht |

|              |           |            |
| Luginger 75’ | Marcatori | 86’ Hobsch |

| Arbitro: | Schmidhuber |

|                                            |           |  |
| Votava 52’ Hobsch 69’ Eilts 70’ Herzog 72’ | Marcatori |  |

| Friburgo in Brisgovia 16 ottobre 1993, ore 15:30 CET 12ª giornata | Friburgo | 0 – 0 referto | Werder Brema | Dreisamstadion (15 000 spett.)\| Arbitro: \| Ziller \| |
| Arbitro:                                                          | Ziller   |               |              |                                                        |

| Arbitro: | Dardenne |

|  |           |                |
|  | Marcatori | 32’, 44’ Bäron |

| Arbitro: | Fux |

|                     |           |                   |
| Thom 43’ Becker 64’ | Marcatori | 7’ Bode 40’ Rufer |

| Arbitro: | Amerell |

|                 |           |  |
| Polster 4’, 67’ | Marcatori |  |

| Arbitro: | Krug |

|  |           |            |
|  | Marcatori | 32’ Penksa |

| Arbitro: | Zerr |

|                                     |           |                |
| Nielsen 13’ Hochstätter 77’ Max 90’ | Marcatori | 31’, 37’ Rufer |

#### Girone di ritorno
| Stoccarda 27 novembre 1993, ore 15:30 CET 18ª giornata | Stoccarda | 0 – 0 referto | Werder Brema | Neckarstadion (17 000 spett.)\| Arbitro: \| Aust \| |
| Arbitro:                                               | Aust      |               |              |                                                     |

| Arbitro: | Heynemann |

|           |           |  |
| Rufer 49’ | Marcatori |  |

| Arbitro: | Führer |

|            |           |            |
| Bredow 35’ | Marcatori | 51’ Hobsch |

| Arbitro: | Weber |

|                      |           |  |
| Bratseth 1’ Bode 18’ | Marcatori |  |

| Arbitro: | Dellwing |

|           |           |  |
| Közle 75’ | Marcatori |  |

| Arbitro: | Steinborn |

|                       |           |                        |
| Herzog 39’ Basler 74’ | Marcatori | 26’ (rig.), 78’ Zárate |

| Arbitro: | Dardenne |

|                            |           |  |
| Nerlinger 47’ Valencia 66’ | Marcatori |  |

| Arbitro: | Fischer |

|  |           |                        |
|  | Marcatori | 51’, 63’ (rig.) Bender |

| Arbitro: | Best |

|                     |           |               |
| Fink 42’ Ridder 89’ | Marcatori | 34’, 62’ Bode |

| Arbitro: | Zerr |

|  |           |            |
|  | Marcatori | 27’ Herzog |

| Arbitro: | Albrecht |

|                         |           |                     |
| Chapuisat 56’, 67’, 72’ | Marcatori | 30’ Basler 81’ Bode |

| Arbitro: | Werthmann |

|                       |           |                        |
| Neubarth 7’, 11’, 65’ | Marcatori | 44’ Spies 90’ Borodjuk |

| Arbitro: | Merk |

|           |           |           |
| Bäron 41’ | Marcatori | 6’ Herzog |

| Arbitro: | Dellwing |

|                 |           |             |
| Basler 34’, 80’ | Marcatori | 89’ Kirsten |

| Arbitro: | Fux |

|                             |           |               |
| Neubarth 21’ Rufer 33’, 90’ | Marcatori | 45’ Steinmann |

| Arbitro: | Habermann |

|               |           |  |
| Marschall 66’ | Marcatori |  |

| Arbitro: | Schmidt |

|                                                |           |                         |
| Rufer 40’ (rig.) Hobsch 56’ Legat 66’ Bode 78’ | Marcatori | 36’ Herrlich 71’ Dahlin |

### Coppa di Germania
| Arbitro: | Gläser |

|                                      |           |           |
| Herzberger 93’ (aut.) Bockenfeld 96’ | Marcatori | 104’ Koch |

| Arbitro: | Müller |

|                                |                      |                                   |
| Biehrer 102’                   | Marcatori            | 100’ Rufer                        |
| Hartmann Krapp Aleksić Schäfer | Tiri di rigore 3 – 5 | Rufer Votava Legat Basler Borowka |

| Arbitro: | Wiesel |

|                                              |           |                               |
| Herzog 13’ Hobsch 74’ Neubarth 86’ Rufer 90’ | Marcatori | 49’ von Heesen 64’ Ivanauskas |

| Arbitro: | Schmidhuber |

|                                  |                      |                                    |
| Rufer 30’ Bode 110’              | Marcatori            | 27’ Sforza 115’ Roos               |
| Rufer Schaaf Votava Legat Basler | Tiri di rigore 4 – 3 | Brehme Sforza Kadlec Funkel Ritter |

| Arbitro: | Assenmacher |

|  |           |                        |
|  | Marcatori | 18’ Rufer 37’ Neubarth |

| Arbitro: | Amerell |

|                                              |           |              |
| Beiersdorfer 17’ Herzog 38’ Rufer 88’ (rig.) | Marcatori | 50’ Bangoura |

### Supercoppa di Germania
| Arbitro: | Amerell |

|                                                  |                      |                                                    |
| Fischer 60’ Kirsten 96’                          | Marcatori            | 90’ Hobsch 92’ (rig.) Rufer                        |
| Hapal Kirsten Lupescu Foda Schuster Becker Happe | Tiri di rigore 6 – 7 | Herzog Votava Rufer Basler Borowka Wiedener Wolter |

### Champions League

#### Fase di qualificazione
| Arbitro: | Muhmenthaler |

|                                     |           |                             |
| Hobsch 26’, 32’, 60’ Rufer 55’, 90’ | Marcatori | 51’ Gerasimets 76’ Velichko |

| Arbitro: | Puhl |

|                |           |                  |
| Gerasimets 41’ | Marcatori | 81’ (rig.) Rufer |

| Arbitro: | van der Ende |

|                       |           |                    |
| Jankov 75’ Ginčev 90’ | Marcatori | 50’ Bode 52’ Rufer |

| Arbitro: | Pairetto |

|            |           |  |
| Basler 73’ | Marcatori |  |

#### Fase a gironi
| Arbitro: | Elleray |

|                                   |           |                      |
| Paciência 7’ Couto 34’ Carlos 83’ | Marcatori | 85’ Hobsch 86’ Rufer |

| Arbitro: | Crăciunescu |

|                                                 |           |                            |
| Rufer 66’, 89’ Bratseth 72’ Hobsch 80’ Bode 83’ | Marcatori | 16’ Albert 18’, 33’ Boffin |

| Arbitro: | Mottram |

|                           |           |            |
| Maldini 48’ Savićević 68’ | Marcatori | 54’ Basler |

| Arbitro: | Nielsen |

|                  |           |               |
| Rufer 52’ (rig.) | Marcatori | 75’ Savićević |

| Arbitro: | Vega |

|  |           |                                                                           |
|  | Marcatori | 11’ Filipe 35’ Kostadinov 70’ Secretário 74’ Paciência 89’ (rig.) Timofte |

| Arbitro: | Röthlisberger |

|            |           |               |
| Bosman 45’ | Marcatori | 33’, 65’ Bode |

## Statistiche

### Statistiche di squadra
| Competizione           | Punti | In casa | In casa | In casa | In casa | In casa | In casa | In trasferta | In trasferta | In trasferta | In trasferta | In trasferta | In trasferta | Totale | Totale | Totale | Totale | Totale | Totale | DR  |
| Competizione           | Punti | G       | V       | N       | P       | Gf      | Gs      | G            | V            | N            | P            | Gf           | Gs           | G      | V      | N      | P      | Gf     | Gs     | DR  |
| ---------------------- | ----- | ------- | ------- | ------- | ------- | ------- | ------- | ------------ | ------------ | ------------ | ------------ | ------------ | ------------ | ------ | ------ | ------ | ------ | ------ | ------ | --- |
| Bundesliga             | 36    | 17      | 10      | 2       | 5       | 31      | 21      | 17           | 3            | 8            | 6            | 20           | 23           | 34     | 13     | 10     | 11     | 51     | 44     | +7  |
| Coppa di Germania      | -     | 4       | 3       | 1       | 0       | 11      | 6       | 2            | 1            | 1            | 0            | 3            | 1            | 6      | 4      | 2      | 0      | 14     | 7      | +7  |
| Supercoppa di Germania | -     | 0       | 0       | 0       | 0       | 0       | 0       | 1            | 0            | 1            | 0            | 2            | 2            | 1      | 0      | 1      | 0      | 2      | 2      | 0   |
| Champions League       | -     | 5       | 3       | 1       | 1       | 12      | 11      | 5            | 1            | 2            | 2            | 8            | 9            | 10     | 4      | 3      | 3      | 20     | 20     | 0   |
| Totale                 | 36    | 26      | 16      | 4       | 6       | 54      | 38      | 25           | 5            | 12           | 8            | 33           | 35           | 51     | 21     | 16     | 14     | 87     | 73     | +14 |

### Andamento in campionato
| Giornata  | 1 | 2 | 3 | 4 | 5 | 6 | 7 | 8 | 9 | 10 | 11 | 12 | 13 | 14 | 15 | 16 | 17 | 18 | 19 | 20 | 21 | 22 | 23 | 24 | 25 | 26 | 27 | 28 | 29 | 30 | 31 | 32 | 33 | 34 |
| --------- | - | - | - | - | - | - | - | - | - | -- | -- | -- | -- | -- | -- | -- | -- | -- | -- | -- | -- | -- | -- | -- | -- | -- | -- | -- | -- | -- | -- | -- | -- | -- |
| Luogo     | C | T | C | T | C | T | C | T | C | T  | C  | T  | C  | T  | T  | C  | T  | T  | C  | T  | C  | T  | C  | T  | C  | T  | C  | T  | C  | T  | C  | C  | T  | C  |
| Risultato | V | N | V | V | P | V | V | V | N | N  | V  | N  | P  | N  | P  | P  | P  | N  | V  | N  | V  | P  | N  | P  | P  | N  | P  | P  | V  | N  | V  | V  | P  | V  |
| Posizione | 1 | 2 | 1 | 2 | 5 | 3 | 3 | 3 | 2 | 2  | 2  | 2  | 2  | 3  | 4  | 7  | 7  | 7  | 7  | 5  | 3  | 7  | 7  | 8  | 8  | 10 | 12 | 12 | 12 | 12 | 11 | 7  | 10 | 8  |

Legenda:

Luogo: C = Casa; T = Trasferta. Risultato: V = Vittoria; N = Pareggio; P = Sconfitta.

### Statistiche dei giocatori
| Giocatore       | Bundesliga | Bundesliga | Bundesliga  | Bundesliga | Coppa di Germania | Coppa di Germania | Coppa di Germania | Coppa di Germania | Supercoppa di Germania | Supercoppa di Germania | Supercoppa di Germania | Supercoppa di Germania | Champions League | Champions League | Champions League | Champions League | Totale   | Totale | Totale      | Totale     |
| Giocatore       | Presenze   | Reti       | Ammonizioni | Espulsioni | Presenze          | Reti              | Ammonizioni       | Espulsioni        | Presenze               | Reti                   | Ammonizioni            | Espulsioni             | Presenze         | Reti             | Ammonizioni      | Espulsioni       | Presenze | Reti   | Ammonizioni | Espulsioni |
| --------------- | ---------- | ---------- | ----------- | ---------- | ----------------- | ----------------- | ----------------- | ----------------- | ---------------------- | ---------------------- | ---------------------- | ---------------------- | ---------------- | ---------------- | ---------------- | ---------------- | -------- | ------ | ----------- | ---------- |
| M. Basler       | 29         | 5          | 3           | 2          | 5                 | 0                 | 1                 | 0                 | 1                      | 0                      | 0                      | 0                      | 9                | 2                | 1                | 0                | 44       | 7      | 5           | 2          |
| D. Beiersdorfer | 32         | 2          | 5           | 1          | 6                 | 1                 | 0                 | 0                 | 1                      | 0                      | 0                      | 0                      | 9                | 0                | 3                | 0                | 48       | 3      | 8           | 1          |
| M. Bester       | 1          | 0          | 0           | 0          | 0                 | 0                 | 0                 | 0                 | 0                      | 0                      | 0                      | 0                      | 0                | 0                | 0                | 0                | 1        | 0      | 0           | 0          |
| M. Bockenfeld   | 8          | 0          | 1           | 0          | 1                 | 1                 | 0                 | 0                 | 0                      | 0                      | 0                      | 0                      | 1                | 0                | 0                | 0                | 10       | 1      | 1           | 0          |
| M. Bode         | 32         | 7          | 0           | 0          | 5                 | 1                 | 0                 | 0                 | 1                      | 0                      | 0                      | 0                      | 10               | 4                | 1                | 0                | 48       | 12     | 1           | 0          |
| U. Borowka      | 24         | 1          | 3           | 0          | 4                 | 0                 | 0                 | 0                 | 1                      | 0                      | 0                      | 0                      | 5                | 0                | 2                | 0                | 34       | 1      | 5           | 0          |
| R. Bratseth     | 26         | 1          | 3           | 0          | 5                 | 0                 | 0                 | 0                 | 0                      | 0                      | 0                      | 0                      | 8                | 1                | 0                | 0                | 39       | 2      | 3           | 0          |
| D. Eilts        | 26         | 1          | 1           | 0          | 5                 | 0                 | 0                 | 0                 | 1                      | 0                      | 0                      | 0                      | 7                | 0                | 0                | 0                | 39       | 1      | 1           | 0          |
| B. Goldschmidt  | 0          | 0          | 0           | 0          | 0                 | 0                 | 0                 | 0                 | 0                      | 0                      | 0                      | 0                      | 0                | 0                | 0                | 0                | 0        | 0      | 0           | 0          |
| H. Gundelach    | 4          | 0          | 0           | 0          | 1                 | 0                 | 0                 | 0                 | 0                      | 0                      | 0                      | 0                      | 2                | 0                | 0                | 0                | 7        | 0      | 0           | 0          |
| U. Harttgen     | 1          | 0          | 0           | 0          | 1                 | 0                 | 0                 | 0                 | 0                      | 0                      | 0                      | 0                      | 1                | 0                | 0                | 0                | 3        | 0      | 0           | 0          |
| A. Herzog       | 30         | 6          | 3           | 0          | 4                 | 2                 | 0                 | 0                 | 1                      | 0                      | 0                      | 0                      | 8                | 0                | 2                | 1                | 43       | 8      | 5           | 1          |
| B. Hobsch       | 23         | 8          | 5           | 0          | 6                 | 1                 | 0                 | 0                 | 1                      | 1                      | 0                      | 0                      | 8                | 5                | 1                | 0                | 38       | 15     | 6           | 0          |
| T. Legat        | 22         | 1          | 6           | 0          | 4                 | 0                 | 2                 | 0                 | 0                      | 0                      | 0                      | 0                      | 7                | 0                | 0                | 0                | 33       | 1      | 8           | 0          |
| F. Neubarth     | 17         | 4          | 2           | 0          | 2                 | 2                 | 0                 | 0                 | 1                      | 0                      | 0                      | 0                      | 5                | 0                | 0                | 0                | 25       | 6      | 2           | 0          |
| M. Przondziono  | 0          | 0          | 0           | 0          | 0                 | 0                 | 0                 | 0                 | 0                      | 0                      | 0                      | 0                      | 0                | 0                | 0                | 0                | 0        | 0      | 0           | 0          |
| O. Reck         | 30         | 0          | 1           | 0          | 6                 | 0                 | 0                 | 0                 | 1                      | 0                      | 0                      | 0                      | 8                | 0                | 0                | 0                | 45       | 0      | 1           | 0          |
| F. Rost         | 0          | 0          | 0           | 0          | 0                 | 0                 | 0                 | 0                 | 0                      | 0                      | 0                      | 0                      | 0                | 0                | 0                | 0                | 0        | 0      | 0           | 0          |
| W. Rufer        | 33         | 10         | 1           | 0          | 6                 | 5                 | 1                 | 0                 | 1                      | 1                      | 0                      | 0                      | 10               | 8                | 1                | 0                | 50       | 24     | 3           | 0          |
| G. Sauer        | 1          | 0          | 0           | 0          | 0                 | 0                 | 0                 | 0                 | 0                      | 0                      | 0                      | 0                      | 0                | 0                | 0                | 0                | 1        | 0      | 0           | 0          |
| T. Schaaf       | 9          | 0          | 1           | 0          | 3                 | 0                 | 0                 | 0                 | 0                      | 0                      | 0                      | 0                      | 3                | 0                | 1                | 0                | 15       | 0      | 2           | 0          |
| L. Unger        | 1          | 0          | 0           | 0          | 0                 | 0                 | 0                 | 0                 | 0                      | 0                      | 0                      | 0                      | 1                | 0                | 0                | 0                | 2        | 0      | 0           | 0          |
| M. Votava       | 33         | 1          | 8           | 0          | 6                 | 0                 | 1                 | 0                 | 1                      | 0                      | 0                      | 0                      | 10               | 0                | 1                | 0                | 50       | 1      | 10          | 0          |
| A. Wiedener     | 21         | 2          | 2           | 0          | 4                 | 0                 | 0                 | 0                 | 1                      | 0                      | 0                      | 0                      | 4                | 0                | 2                | 0                | 30       | 2      | 4           | 0          |
| T. Wolter       | 27         | 1          | 6           | 1          | 4                 | 0                 | 2                 | 0                 | 1                      | 0                      | 0                      | 0                      | 6                | 0                | 1                | 0                | 38       | 1      | 9           | 1          |